# 田文龙
田文龙，顺天大兴（今北京大学）人，是一名清朝政治人物。监生出身。
田文龙曾于1791年接替甄辅臣任青浦县知县一职，1792年由杨英会接任。